# Championnat de Belgique de football de troisième division 2017-2018
Navigation
saison précédente saison suivante
Le Championnat de Belgique de football D3 2017-2018 est la quatre-vingt-neuvième édition du championnat de Championnat belge de 3e « Division ». Mais c'est la  deuxième édition de ce niveau sous l'appellation « Division 1 Amateur ».
Cette compétition est de niveau national intégral. Cette appellation curieuse en comparaison des niveaux 4 et 5 de la nouvelle structure pyramidale du football belge à partir de la saison précédente. Ceux-ci sont « nationales mais régionalisés ». Un curieux verbiage venant de la volonté de l'URBSFA de conserver son esprit unitaire et de ne pas se scinder en « Fédérations régionales » comme d'autres sports ont pu le faire.
La Division 1 Amateur est composée de seize clubs issus de toutes les parties du pays.
La compétition 2017-2018 offre plusieurs particularités que l'on peut définir comme "typiques" du football belge depuis plusieurs saisons. D'une  part le club sacré champion ne peut pas être promu faute d'une licence ad hoc et c'est son dauphin qui monte. Ensuite, la "saga annuelle des licences" laisse plusieurs cercles dans l'expectative quant à leur avenir. Ainsi, en plus du lauréat, Dessel Sport, candidat à la montée, ne reçoit pas le sésame obligatoire et voir sa fin de saison gâchée.
La faillite du Lierse, club de D1B, a des répercussions sur les tours finaux de fin de saison.
Notons que le Royal Knokke Football Club, vainqueur 2017-2018 sur le terrain, conquiert son troisième titre consécutif, mais n'a grimpé que d'un seul niveau en trois saisons ! Champion de sa série de "Promotion" en 2015-2016, il ne peut monter à cause de la réforme appliquée à la fin de cet exercice-là. Montant depuis la D2 Amateur en 2017, il ne peut une nouvelle fois pas profiter de son travail un an plus tard.

## Critères de composition

### Conditions d'accès
À partir de la saison 2017-2018, des critères technico-administratifs doivent être remplis par les clubs désireux de prendre part à cette division ,:
- Avoir minimum 7 joueurs sous contrat avec le statut "semi-professionnel".
- Disposer d'un stade de minimum 1.500 places (dont minimum 300 assises).
- Disposer d'un terrain aux dimensions de 100-105m de long sur 64-68m de large.
- Disposer d'un éclairage de minimum 300 LUX (dérogation à 200 LUX la première saison)

Dans un autre domaine, les participants de cette division devraient percevoir 50 000 euros par saison provenant des droits télévisés du football professionnel.

## Organisation
Les équipes se rencontrent en matchs aller/retour durant une phase classique (30 matches). Au terme de cette première phase, les quatre premiers classés disputent le "Play-off Amateur" au terme duquel est désigné le champion

### Play Off Amateur
Au terme de la saison régulière de trente matchs, les quatre premiers disputent les Play-off Amateur. Pour ce faire, ils se rencontrent en matchs /aller retour. Selon le même principe que celui adopté en Jupiler Pro League, le classement du "Play-off" est établi avec chaque formation conservant 50 % des points conquis durant la phase classique (arrondis à l'unité supérieure si nécessaire pour obtenir un nombre entier).
L'équipe championne est officiellement sacrée championne de Belgique Amateur.

### Promotion en D1B
S'il est en possession de la licence nécessaire, le champion de D1 Amateur est promu en Division 1B la saison suivante.

### Relégation en D2 Amateur
Les trois derniers classés au terme de la phase classique sont relégués en Division 2 Amateur la saison suivante. Le club qui termine à la 13e place est dit "barragiste", et doit assurer son maintien lors du tour final avec des formations de D2 Amateur.

### Cas particuliers
Le principe de relégation directe et de désignation du "barragiste" peuvent subir des adaptions si un ou plusieurs clubs ne répondent plus aux conditions d'accès à la D1 Amateur. Dans ce cas, le ou les cercles concernés seraient placés aux places de relégables directs .

## Changement d'appellation
À partir du 1er juillet 2017, K. Lommel United change son appellation et devient Lommel Sport Kring ou Lommel SK . Le club retrouve une appellation proche de l'ancien K. FC Lommelse SK disparu en 2003.

## Clubs participants 2017-2018
À partir de cette saison, par le biais de la colonne "Total Niv. 3", le tableau des participants rappelle le nombre de saisons jouées au 3e niveau de la hiérarchie belge.
| #  | Nom                                             | Mat. | Ville          | Stades             | En D1-Am depuis | Total en D1-Am | Total Niv 3 | S. Précédente        |
| -- | ----------------------------------------------- | ---- | -------------- | ------------------ | --------------- | -------------- | ----------- | -------------------- |
| 1  | Lommel Sport Kring                              | 2554 | Lommel         | Soeverein          | 2017-2018 (1re) | 1 saison       | 40 saisons  | 8e D1B               |
| 2  | Koninklijke Sportvereniging Oudenaarde          | 81   | Audenarde      | Burg. Thienpont    | 2016-2017 (2e)  | 2 saisons      | 40 saisons  | 9e                   |
| 3  | Royal Football Club Seraing                     | 167  | Seraing        | Pairay             | 2016-2017 (2e)  | 2 saisons      | 33 saisons  | 7e                   |
| 4  | Royal Excelsior Virton                          | 200  | Virton         | Yvan Georges       | 2016-2017 (2e)  | 2 saisons      | 18 saisons  | 3e                   |
| 5  | Koninklijke Football Club Vigor Wuitens Hamme   | 211  | Hamme          | Gemeentelijke      | 2016-2017 (2e)  | 2 saisons      | 37 saisons  | 11e                  |
| 6  | Koninklijke Football Club Dessel Sport          | 606  | Dessel         | Armand Melis       | 2016-2017 (2e)  | 2 saisons      | 23 saisons  | 2e                   |
| 7  | Koninklijke Maatschappijk Sport Kring Deinze    | 818  | Deinze         | Burg. Van De Wiele | 2016-2017 (2e)  | 2 saisons      | 10 saisons  | 6e                   |
| 8  | Allemaal Samen Verbroedering Geel               | 2169 | Geel           | Leunen             | 2016-2017 (2e)  | 2 saisons      | 6 saisons   | 8e                   |
| 9  | Koninklijke Sportkring Heist                    | 2948 | Heist o/d Berg | Gemeentelijk       | 2016-2017 (2e)  | 2 saisons      | 10 saisons  | 4e                   |
| 10 | Koninklijke Patro Eisden Maasmechelen           | 3434 | Maasmechelen   | Patro              | 2016-2017 (2e)  | 2 saisons      | 23 saisons  | 10e                  |
| 11 | Football Club Verbroedering Dender Eend. Hekel. | 3900 | Denderleeuw    | Van Roy            | 2016-2017 (2e)  | 2 saisons      | 13 saisons  | 5e                   |
| 12 | Koninklijke Football Club Oosterzonen           | 3970 | Oosterwijk     | Stedelijke         | 2016-2017 (2e)  | 2 saisons      | 5 saisons   | 12e                  |
| 13 | Koninklijke Berchem Sport                       | 28   | Berchem        | Ludo Coeck         | 2017-2018 (1re) | 1 saison       | 14 saisons  | 1re D2 Amateur VFV-B |
| 14 | Royal Knokke Football Club                      | 101  | Knokke-Heist   | Olivier            | 2017-2018 (1re) | 1 saison       | 14 saisons  | 1re D2 Amateur VFV-A |
| 15 | Royal Châtelet-Farciennes Sporting Club         | 725  | Farciennes     | des Marais         | 2017-2018 (1re) | 1 saison       | 1 saison    | 1re D2 Amateur ACFF  |
| 16 | Koninklijke Sport Club Eendracht Aalst          | 90   | Alost          | Pierre Cornelis    | 2017-2018 (1re) | 1 saison       | 28 saisons  | 3e D2 Amateur VFV-A  |

### Localisation des clubs participants
| \| Knokke Alost Deinze Berchem Dessel Geel Heist Lommel Seraing P. Eisden Virton Châtelet Audenarde Dender Hamme Oosterwijk \| Localisation des clubs engagés en Division 1 Amateur 2017-2018 |
| Knokke Alost Deinze Berchem Dessel Geel Heist Lommel Seraing P. Eisden Virton Châtelet Audenarde Dender Hamme Oosterwijk                                                                      |

## Classement 2017-2018

### Légende
|                 | Clubs qualifiés pour disputer le "Play-off Amateur".            |
|                 | club devant participer au "Tour final de D1 Amateur".           |
|                 | clubs relégués vers la Division 2 Amateur.                      |
| en diminution   | Clubs relégués de Division 1A depuis la saison précédente.      |
| en augmentation | Clubs promus de Division 2 Amateur depuis la saison précédente. |

### Classement final
- Champion d'automne: Lommel SK
- Dernière mise à jour: le 29 avril 2018 à 12h30.

| Rang | Équipe                       | Pts | J  | G  | N  | P  | Bp | Bc | Diff |
| ---- | ---------------------------- | --- | -- | -- | -- | -- | -- | -- | ---- |
| 1    | Lommel SK                    | 71  | 30 | 22 | 5  | 3  | 69 | 20 | +49  |
| 2    | R. Knokke FC                 | 61  | 30 | 18 | 7  | 5  | 69 | 32 | +37  |
| 3    | K. FC Dessel Sport           | 60  | 30 | 18 | 6  | 6  | 53 | 28 | +25  |
| 4    | KM SK Deinze                 | 50  | 30 | 15 | 5  | 10 | 44 | 30 | +14  |
| 5    | R. FC Seraing                | 48  | 30 | 13 | 9  | 8  | 50 | 34 | +16  |
| 6    | K. SK Heist                  | 47  | 30 | 13 | 8  | 9  | 46 | 44 | +2   |
| 7    | K. SC Eendracht Aalst        | 47  | 30 | 13 | 5  | 12 | 46 | 46 | 0    |
| 8    | K. SV Oudenaarde             | 45  | 30 | 13 | 6  | 11 | 50 | 36 | +14  |
| 9    | AS Verbroedering Geel        | 39  | 30 | 11 | 6  | 13 | 47 | 53 | -6   |
| 10   | R. Excelsior Virton          | 37  | 30 | 11 | 4  | 15 | 40 | 45 | -5   |
| 11   | FC Verbr. Dender EH          | 36  | 30 | 9  | 9  | 12 | 39 | 52 | -13  |
| 12   | K. FC Oosterzonen            | 34  | 30 | 9  | 7  | 14 | 39 | 45 | -6   |
| 13   | R. Châtelet-Farciennes SC    | 29  | 30 | 6  | 11 | 13 | 34 | 53 | -19  |
| 14   | K. FC Vigor Wuitens Hamme    | 28  | 30 | 8  | 4  | 18 | 32 | 59 | -27  |
| 15   | K. Berchem Sport             | 25  | 30 | 6  | 7  | 18 | 34 | 53 | -19  |
| 16   | K. Patro Eisden Maasmechelen | 14  | 30 | 3  | 5  | 21 | 18 | 79 | -61  |

- Le Lierse ("D1B") n'ayant pas obtenu sa licence (et étant sur le point de déposer son bilan), Châtelet est assuré de son maintien et le Vigor Hamme obtient un sursis en devant "barragiste".

#### Tableau des rencontres
| Résultats (▼dom., ►ext.)                                   | AAL | BSP | CHA | DEI | DDR | DSP | PAT | GEE | HAM | HEI | KNO | LOM | OOS | OUD | SER | VIR |
| K. SC Eendracht Aalst                                      |     | 1-0 | 1-2 | 0-1 | 1-3 | 1-1 | 2-0 | 1-0 | 3-4 | 1-1 | 1-1 | 0-3 | 1-4 | 1-0 | 4-2 | 2-1 |
| K. Berchem Sport                                           | 3-3 |     | 3-0 | 1-1 | 1-2 | 3-2 | 3-1 | 1-3 | 0-2 | 1-1 | 1-2 | 0-0 | 4-1 | 0-2 | 0-2 | 2-0 |
| R. Châtelet-Farciennes SC                                  | 0-3 | 1-0 |     | 2-1 | 1-2 | 2-2 | 3-0 | 2-2 | 2-0 | 0-1 | 0-2 | 1-2 | 1-1 | 0-1 | 0-0 | 2-2 |
| KM SK Deinze                                               | 1-2 | 1-1 | 2-2 |     | 1-2 | 2-0 | 2-0 | 2-1 | 4-0 | 2-0 | 1-0 | 0-1 | 0-1 | 4-0 | 2-3 | 0-3 |
| FC Verbr. Dender EH                                        | 1-1 | 2-0 | 1-1 | 1-0 |     | 0-1 | 1-1 | 2-2 | 3-1 | 4-1 | 1-3 | 0-2 | 1-2 | 2-2 | 1-1 | 0-2 |
| K. FC Dessel Sport                                         | 2-1 | 3-0 | 1-1 | 3-1 | 1-0 |     | 6-1 | 3-1 | 3-0 | 3-0 | 1-0 | 1-1 | 1-0 | 1-0 | 3-2 | 1-0 |
| K. Patro Eisden Maasm.                                     | 0-4 | 2-1 | 3-3 | 1-2 | 2-1 | 1-3 |     | 0-4 | 0-2 | 1-2 | 0-0 | 1-5 | 0-3 | 1-1 | 1-0 | 0-2 |
| AS Verbr. Geel                                             | 0-1 | 3-0 | 4-0 | 1-3 | 3-3 | 2-0 | 2-1 |     | 2-1 | 1-3 | 1-3 | 3-0 | 0-0 | 2-1 | 1-5 | 1-1 |
| K. FC Vigor W. Hamme                                       | 2-4 | 3-2 | 1-0 | 0-1 | 2-2 | 1-3 | 2-0 | 3-1 |     | 0-3 | 0-3 | 0-3 | 1-2 | 1-2 | 1-2 | 0-0 |
| K. SK Heist                                                | 2-0 | 2-2 | 0-1 | 0-1 | 2-1 | 2-1 | 6-0 | 2-2 | 1-0 |     | 2-1 | 2-4 | 4-1 | 0-3 | 1-1 | 1-1 |
| K. Knokke FC                                               | 1-2 | 4-2 | 6-3 | 2-2 | 5-0 | 3-2 | 1-1 | 4-0 | 0-0 | 3-1 |     | 1-4 | 4-1 | 4-0 | 3-2 | 4-0 |
| Lommel SK                                                  | 2-1 | 2-0 | 1-1 | 1-2 | 4-0 | 1-0 | 4-0 | 2-0 | 3-1 | 5-0 | 1-1 |     | 2-0 | 2-1 | 2-0 | 6-0 |
| K. FC Oosterzonen                                          | 3-2 | 0-1 | 1-1 | 0-1 | 4-0 | 1-1 | 3-0 | 3-0 | 2-2 | 0-1 | 0-2 | 1-3 |     | 2-2 | 0-1 | 2-3 |
| K. SV Oudenaarde                                           | 4-0 | 3-1 | 3-0 | 1-0 | 2-2 | 1-1 | 4-0 | 6-1 | 0-1 | 3-3 | 1-2 | 0-1 | 1-0 |     | 2-0 | 3-0 |
| R. FC Seraing                                              | 1-0 | 1-1 | 6-2 | 1-1 | 3-0 | 0-1 | 5-0 | 0-2 | 3-1 | 1-1 | 1-1 | 1-1 | 1-1 | 1-0 |     | 2-0 |
| R. Excelsior Virton                                        | 1-2 | 3-0 | 1-0 | 0-3 | 0-1 | 1-2 | 2-0 | 0-2 | 5-0 | 1-2 | 1-3 | 2-1 | 4-0 | 3-1 | 1-2 |     |
| - Victoire à domicile - Match nul - Victoire à l'extérieur |     |     |     |     |     |     |     |     |     |     |     |     |     |     |     |     |

- La rencontre "E. Alost- FCV Dender" prévue lors de la première journée a été reportée, car les Alostois étaient engagés dans le 5e tour de la Coupe de Belgique. Cette partie est reprogrammée le 22 décembre 2017.4

#### Résumé - Phase classique

##### Journées 1 à 10
Lommel prend le meilleur départ (13/15) avec en prime une victoire (2-4) à Heist (12/15) qui avait réussi le seul carton plein. Dessel Sport (12) et Deinze (10) complètent le quatuor de tête. En plus du leader, Hamme et Knokke, tous deux 9 unités, sont aussi invaincus. À l'autre bout de la grille. Châtelet-Farciennes (3), Patro Eisden (2) et Virton (1) restent sans victoire, aux trois dernières places.
Journée no 6, le relégué de D1B-Proximus League (16) s'octroit un premier viatique de 4 points en gagnant contre Oosterzonen (2-0) alors que Heist (12) est défait chez l'étonnant promu de Knokke (12). Dessel Sport et Hamme (12)complètent le quatuor de poursuite. Toujours pas de victoire pour Châtelet et Virton qui se neutralisent (2-2). Seraing battu au Patro Eisden (1-0) dont c'est le premier succès.

###### Plus d'invaincus
Lors de la 7e journée, les trois formations encore invaincues subissent leur premier revers: Lommel (16) à Geel (3-0), Hamme (12) a Dessel (15) (3-0) et Knokke (12) à domicile contre Alost (6) (1-2). Virton (2) et Châtelet-Farciennes (5) restent sans victoire.
Pas de bouleversements notables lors de la 8e journée. Quatre de cinq premiers partages. Geel qui a gagné (0-2) à Virton devient troisième. Toujours pas de victoire pour Châtelet-Farciennes (qui a mené contre Dender) et Virton.
L'Excelsior Virton décroche sa première victoire (0-2) au Patro Eiden et laisse la dernière place à Châtelet-Farciennes, battu (3-0) à Oudenaarde. Cette 9e journée voit aussi Lommel (20) battre Seraing (2-0) et creuser son avance sur Dessel (16) battu à Knokke (3-2) alors que Heist (17) vainqueur de Hamme (1-0) se glisse au 2e rang.
Profitant des pertes de points de ses rivaux directs, Lommel accentue son avance en tête au terme du premier tiers du championnat.

##### Journées 11 à 20
À l'entame du deuxième tiers, Knokke (22) se hisse au 2e rang derrière Lommel (26). Dessel Sport et Heist (20) sont en poursuite. En fond de grille, Virton (8), Eisden (6-1v) et Châtelet (6-0v) ferment la marche. Les Loups ont mené contre Dessel, mais n'ont pas su accrocher leur premier succès. Dender (9) occupe la place de barragiste mais n'a joué que 10 matchs.
Lommel s'incline deux fois de rang (2-1 à Virton et 1-2 contre Deinze). Cela provoque un joli regroupement au soir de la 13e journée. Lommel, Dessel Sport et Heist (26) ne sont départagés qu'à la différence de buts alors que Knokke (25) est à la quatrième place. Fort de sa victoire contre  le leader, Virton se hisse à la place de "barragiste" et laisse les trois derniers sièges à Dender, Eisden et Châtelet-Farciennes, lequel n'a toujours pas de victoire à son actif.
C'est lors de la 20e journée que Châtelet obtient son premier succès: (1-0) contre Berchem. Les "Loups" sambriens confirment cette victoire une semaine plus tard avec la venue de Deinze (2-1).

##### Journées 21 à 30
Durant le dernier tiers de la compétition, Lommel confirme son leadership. Malgré quelques unités perdues, les Verts sont assurés de terminer à la première place dès le terme de la 27e journée. A ce moment-là, Knokke (52) et Dessel (51), tous deux très réguliers, semblent armés pour se qualifier pour les "Ploy Offs". Au quatrième rang, Deinze (49) a surmonté son petit passage à vide et prend le dessus sur Heist (46)
En bas de tableau, on retrouve le Vigor Hamme victime d'une impressionnante dégringolade. Le cercle est-flandrien manque son début d'année 2018. Après une victoire au Patro Eisden Maasmechelen (0-2), le club Bleu et Noir aligne neuf défaites de suite. Avec 28 unités, il est barragiste derrière Virton (30-9v) et Dender (30-7v).
Le Patro Eiden et son très jeune noyau sont mathématiquement relégués à trois journées de la fin. Châtelet-Farciennes (23) et Berchem (24) sont toujours sérieusement menacés. Du côté Châteletain, l'entraîneur des deux montées, Frédéric Stiltmant a été remercié et c'est l'ancien Diable rouge, Alex Czerniatynski qui arrive aux commandes, avant les quatre dernières rencontres.

###### Pas de licence pour Virton
Le 14 avril 2018, l'Excelsior Virton se voit refuser sa licence pour la saison suivante. Cela signifie que le club gaumais, quel que soit son classement final, sera renvoyé directement en Division 2 Amateur. Le "matricule 200" est en proie a de sérieuses difficultés financières a entamé des négociations avec d'éventuels repreneurs. Il entame ses différentes voies de recours pour obtenir le précieux sésame et se maintenir.
Sportivement, Virton effectue une excellente opération lors de la 28e journée en gagnant (1-0) contre Châtelet-Farciennes qui renvoie à 10 points et le maintient à une position de « relégué ». « Czernia » débute donc pas deux revers avec les Sambriens.
L'avant-dernière journée sera décisive avec un affrontement entre Châtelet (15e-23 points) et Hamme (13e-28 points), alors que Berchem (14e-25 points) reçoit le deuxième classé Knokke.
Lors de l'avant-dernière journée, Dender s'impose (4-1) contre Heist et assure mathématiquement son maintien. Châtelet entretient l'espoir en prenant le meilleur sur le Vigor Hamme (2-0). Les "Loups" quittent l'avant-dernière place et peuvent encore espérer terminer "barragiste", voir "sauvés" si Virton n'obtient pas sa licence.
Mathématiquement relégué au soir de la journée n°29, Berchem termine la compétition à Lommel (1er) "pour la gloire".
En clôture, Hamme , initialement13e 28-8v s'incline (1-3) contre Dessel tandis que  Châtelet gagne à Heist (0-1). Le "Vigor" est descendant direct alors que les "Loups" arrachent la place de barragiste sur le fil.

###### Faillite du Lierse
Pensionnaire de D1B, le K. Lierse SK (matricule 30) est déclaré en faillite. Le club jaune et noir ne reçoit évidemment ni de licence pour la D1B ni pour la D1 Amateur. Il est dans le meilleur des cas renvoyé en D2 Amateur. À la suite de cela, Châtelet Farciennes est sauvé et se maintient tandis que le Vigor Hamme participe aux barrages de maintien.
En définitive, la cause est perdue pour le Lierse qui disparait !

## Play-off Amateur
Qualifiés : K. Lommel SK, R. Knokke FC, K. FC Dessel Sport, KM SK Deinze.
- En date du 15 avril 2018, seuls deux clubs se sont vus attribuer la licence nécessaire pour être autorisés à évoluer en "Division 1B" la saison suivante: Lommel et Seraing. De son côté, Dessel qui s'est vu refuser le sésame entame ses recours réglementaires, mais n'obtient pas gain de cause.

|  | Champion de Belgique Amateur (+ montée en D1B si en ordre de licence). |
|  | Montant en D1B (si le champion n'a pas la licence ad hoc).             |

### Classement Play-off Amateur
- Dernière mise à jour: le 18 mai 2018 à 01h25.
  - Les points de la phase classique ont été partagés en deux (en arrondissant à l'unité supérieure si nécessaire). Le nombre de victoires et les différences de but sont celle de ce "Play Off".
- Prochaine journée: la 5e et avant-dernière, le 20 mai 2018

| Rang | Équipe             | Pts | J | G | N | P | Bp | Bc | Diff |
| ---- | ------------------ | --- | - | - | - | - | -- | -- | ---- |
| 1    | R. KNOKKE FC       | 47  | 6 | 5 | 1 | 0 | 15 | 4  | +11  |
| 2    | Lommel SK          | 46  | 6 | 3 | 1 | 2 | 9  | 7  | +2   |
| 3    | K. FC Dessel Sport | 35  | 6 | 1 | 2 | 3 | 5  | 9  | -4   |
| 4    | KM SK Deinze       | 27  | 6 | 0 | 2 | 4 | 4  | 13 | -9   |

#### Résultats des matchs du Play-off Amateur
| Résultats (▼dom., ►ext.)                                   | DEI | DSP | KNO | LOM |
| KM SK Deinze                                               |     | 0-0 | 1-3 | 1-3 |
| K. FC Dessel Sport                                         | 1-1 |     | 1-2 | 2-1 |
| R. Knokke FC                                               | 4-1 | 2-1 |     | 4-0 |
| Lommel SK                                                  | 2-0 | 3-0 | 0-0 |     |
| - Victoire à domicile - Match nul - Victoire à l'extérieur |     |     |     |     |

#### Résumé Play-off Amateur
Première journée, première sensation. Archi favori, Lommel s'incline lourdement à Knokke (4-0).
Lors des quatre premières journées, le club côtier réalise un sans-faute et mène la danse devant le Lommel qui reste son dernier rival.
Après un nul vierge à Lommel, le R. Knokke FC bat Dessel Sport (2-1) et s'adjuge le titre de Champion de Belgique Amateur. Le champion ne peut monter faute de licence. C'est son dauphin, Lommel qui est promu.

## Tour final D1 Amateur
Quatre clubs sont concernés par ce tour final qui attribue une place en D1 Amateur . Ce tournoi est disputé en deux journées et comprend des rencontres de classement pour les perdants. Ceci afin d'obtenir une hiérarchie bien définie car la participation à la D1 Amateur est conditionnée à l'obtention d'une licence. Des repêchages seraient donc possibles dans le cas où des places se libèreraient.

### Condition de participation
Pour pouvoir prendre part au Tour final D1 Amateur, un club doit
- soit être en ordre de licence.
- soit que cette licence ne lui pas encore été refusée "par une décision coulée en force de chose jugée" (exemple par la CBAS) [9].

### Participants
- le 13e classé de Division 1 Amateur (ou équivalent selon licences refusées): K. FC Vigor Wuitens Hamme
- de deux qualifiés de Division 2 Amateur VFV: K. VC St-Eloois-Winkel, K. FC Mandel United
- de un qualifié de Division 2 Amateur ACFF: R. FC de Liège

### Résultats
Les quatre formations concernées disputent deux matchs aller/retour (prolongation et tirs au but éventuels lors du retour). Les deux vainqueurs disputent la finale pour les 1re et 2e places.
| Dates      | Type       | Équipe 1                   | Équipe 2                   | 90' | Prol. | T-a-B |
| 13/05/2018 | (1) aller  | K. FC Mandel United        | R. FC de Liège             | 0-2 | X-X   | X-X   |
| 17/05/2018 | (1) retour | R. FC de Liège             | K. FC Mandel United        | 1-0 |       |       |
| 13/05/2018 | (2) aller  | K. FC Vigor Wuitens Hamme  | K. VC St-Eloois-Winkel Sp. | 2-1 | X-X   | X-X   |
| 17/05/2018 | (2) retour | K. VC St-Eloois-Winkel Sp. | K. FC Vigor Wuitens Hamme  | 1-1 |       |       |
| Dates      | Type       | Équipe 1                   | Équipe 2                   | 90' | Prol. | T-a-B |
| 20/05/2018 | (F) aller  | K. FC Vigor Wuitens Hamme  | R. FC de Liège             | 2-4 | X-X   | X-X   |
| 27/05/2018 | (F) retour | R. FC de LIÈGE             | K. FC Vigor Wuitens Hamme  | 2-1 |       |       |

- Le R. FC de Liège monte en Division 1 Amateur.

## Résumé de la saison
- Champion: R. Knokke FC 1e titre en Division 1 Amateur - le 1e titre au 3e niveau
- Premier titre de D1 Amateur - le 27e au 3e niveau - pour la province de Flandre occidentale

| Région flamande (13)             | Région flamande (13) | Région wallonne (3)               | Région wallonne (3) |
| -------------------------------- | -------------------- | --------------------------------- | ------------------- |
| Province d'Anvers                | 5                    | Province de Hainaut               | 1                   |
| Province de Flandre-Occidentale  | 1                    | Province de Liège                 | 1                   |
| Province de Flandre-Orientale    | 5                    | Province de Luxembourg            | 1                   |
| Province de Limbourg             | 2                    | Province de Namur                 | 0                   |
| Province du Brabant flamand      | 0                    | Province du Brabant wallon        | 0                   |
| Région de Bruxelles-Capitale VFV | 0                    | Région de Bruxelles-Capitale ACFF | 0                   |

À partir de la saison 2017-2018, le Brabant est également scindé en ailes linguistiques. Les cercles de la Région de Bruxelles-Capitale doivent choisir leur appartenance entre VFV et ACFF. La grande majorité opte pour l'ACFF..

### Montée en "D1B"
- Lommel SK

### Relégations en D2 Amateur
- K. FC Vigor Wuitens Hamme
- K. Berchem Sport
- K. Patro Eisden Maasmechelen

## Débuts au3eniveauhiérarchique (en tant que D1 Amateur)
Lors de cette saison 2017-2018, un club fait ses débuts au 3e niveau de la hiérarchie du football belge, portant à 310 le nombre de cercles différents ayant atteint ce niveau.
- (R.) Châtelet-Farciennes SC 30e club hennuyer différent à jouer à ce niveau

## Projet de fusion abandonné
Vers le milieu de la saison, diverses rumeurs évoquent un projet de fusion entre les clubs de l'ASV Geel et d'Oosterzonen ,. Mais après plusieurs semaines de négociations, les deux parties abandonnent le projet en raison "d'un manque de confiance réciproque" .

## Changement d'appellation
Au terme de la saison, le K. FC Oosterzonen déménage vers Lierre et son stade Herman Vanderpoorten du Lierse (matricule 30) qui disparait pour cause de faillite. Le change sa dénomination officielle pour devenir Lierse Kempenzonen.